# Mayra Acevedo
Mayra Gisell Acevedo (Córdoba, Provincia de Córdoba, Argentina; 27 de septiembre de 1993) es una futbolista argentina. Juega de delantera en Belgrano de Córdoba de la Primera División Femenina de Argentina.

## Trayectoria

### Inicios en Unión San Vicente
Comenzó jugando al fútbol incentivada por su tía a los 21 años de edad, su primera experiencia fue en Unión San Vicente donde su padre y su tío se hicieron cargo del equipo femenino, su paso fue cortó y solo jugó un año en Unión.

### Racing de Córdoba
Al año siguiente se une a Racing de Córdoba donde se consolidó como una de las mejores jugadoras de la Liga Cordobesa. En 2018 ganó varios títulos con La Academia.

### Universitario Córdoba
En 2020 marcha a préstamo a Universitario de Córdoba, donde hizo pretemporada pero no llegó a debutar.

### Belgrano
En 2021 llega a Belgrano para afrontar la nueva temporada. Con el Pirata Cordobés ganó una Liga Cordobesa de Fútbol, una Copa Córdoba, y los campeonatos de Primera C y Primera B (por consiguiente el ascenso a la máxima categoría) además fue subcampeona de la Copa Federal 2022.

## Estadísticas

### Clubes
| Club                  | País      | Año             |
| --------------------- | --------- | --------------- |
| Unión San Vicente     | Argentina | 2014 - 2015     |
| Racing de Córdoba     | Argentina | 2015 - 2020     |
| Universitario Córdoba | Argentina | 2020 - 2021     |
| Belgrano              | Argentina | 2021 - presente |

## Palmarés

### Títulos nacionales
| Título                   | Club              | Año  | País      |
| ------------------------ | ----------------- | ---- | --------- |
| Liga Cordobesa de Fútbol | Racing de Córdoba | 2018 | Argentina |
| Córdoba Cup              | Racing de Córdoba | 2018 | Argentina |
| Copa Córdoba             | Belgrano          | 2021 | Argentina |
| Liga Cordobesa de Fútbol | Belgrano          | 2021 | Argentina |
| Primera División C       | Belgrano          | 2021 | Argentina |
| Primera División B       | Belgrano          | 2022 | Argentina |

## Vida personal
Además de ser futbolista trabaja como secretaria en una empresa de GNC. Jugó al tenis hasta los 21 años de edad. Confesó que no le gusta mirar fútbol y además no es hincha de ningún equipo.

## Selección nacional
En noviembre de 2022 fue convocada a la Selección Argentina de Fútbol.